# Eskom
Eskom (Eskom Holdings SOC Ltd.) ist ein  südafrikanisches Stromversorgungsunternehmen, das 1923 als Electricity Supply Commission (ESCOM) gegründet wurde, es ist auch unter seinem afrikaanssprachigen Namen Elektrisiteitsvoorsieningskommissie (EVKOM) bekannt. Die Gründung wurde 1922 von der südafrikanischen Regierung mit dem Electricity Act (Act No. 42 of 1922) auf eine nationale gesetzliche Grundlage gestellt und am 6. März 1923 in der Government Gazette rückwirkend bekanntgegeben. Das Unternehmen befindet sich zu einhundert Prozent im Staatsbesitz und wird durch das Department of Public Enterprises kontrolliert.

## Überblick
Das Unternehmen ist der größte Stromerzeuger in Afrika und der siebtgrößte Stromerzeuger weltweit, betrachtet man die installierte Leistung nach Kraftwerken, nach Umsatz der neuntgrößte weltweit. Im Jahr 2007 war Eskom mit über 190 Millionen Tonnen der zweitgrößte CO2-Erzeuger der Welt.
Eskom betreibt mehrere große Kraftwerke, darunter das Kraftwerk Kendal, welches nach Leistung das größte Kohlekraftwerk der Welt war, sowie das Kernkraftwerk Koeberg, das einzige Kernkraftwerk auf dem afrikanischen Kontinent. Außerdem betreibt Eskom die HGÜ Cahora Bassa, eine Hochspannungs-Gleichstrom-Übertragungsleitung zwischen der Staudammanlage Cahora Bassa in Mosambik und dem industriellen Ballungsraum zwischen Johannesburg und Pretoria.
Im November 2016 trat der CEO Brian Molefe wegen seiner Verwicklung in die State-Capture-Affäre mit Wirkung zum Jahresende zurück. Eskom wird vorgeworfen, die politisch und wirtschaftlich einflussreiche Gupta-Familie in illegaler Weise bevorzugt zu haben. Berichten zufolge zahlte Eskom über 40 Millionen Euro an das Gupta-Unternehmen, damit dieses ein Kohlebergwerk erwerben konnte.
Während seiner Rede zur Lage der Nation 2019 kündigte Präsident Cyril Ramaphosa die Aufteilung von Eskom in drei getrennte Einheiten (Erzeugung, Übertragung und Verteilung) an. Im Februar 2019 betrug der Schuldenstand von Eskom rund 419 Milliarden Rand (rund 26 Milliarden Euro); die Schulden wurden als existenzbedrohend angesehen. Finanzminister Tito Mboweni kündigte im selben Monat die Zahlung von 69 Milliarden Rand als Rettungsaktion für das Unternehmen an. Im Juli wurden weitere 59 Milliarden Rand, verteilt über zwei Jahre, zugesagt.

## Misswirtschaft und Korruption
Am 13. Dezember 2022 wurde auf den damaligen Eskom-Vorstandsvorsitzenden (CEO) Andre de Ruyter innerhalb des Unternehmens ein Mordanschlag in Form einer mit Zyanid und Natriumarsenid vergifteten Tasse Kaffee verübt. De Ruyter überlebte den Anschlag, da er rasch in ein nahe gelegenes Krankenhaus gebracht wurde. Er trat danach als CEO zurück und veröffentlichte einen Bericht, in dem er Eskom als ein vollständig von kriminellen Organisationen infiltriertes Unternehmen schilderte. Ziel dieser Organisationen sei es, das Unternehmen systematisch auszuplündern. Kriminelle Banden würden in großen Mengen Kohle und Eigentum von Eskom stehlen. Es würden systematisch Sabotageakte verübt, um an lukrative Reparaturaufträge zu kommen. In der Provinz Mpumalanga wären Vertragspartner von Eskom in ihren Autos beschossen worden, weil sie nicht die richtigen Personen bei sich eingestellt hätten. Während seiner Amtszeit als CEO geriet de Ruyter mit dem Energieminister Gwede Mantashe in Konflikt, da dieser den von de Ruyter angestrebten Ausbau erneuerbarer Energien untersagte. Einer der Gründe für diesen geplanten Ausbau war nach de Ruyter der Umstand gewesen, dass es „schwierig sei Wind oder Sonne zu stehlen“. De Ruyter sagte mehrfach vor einem Untersuchungsausschuss des südafrikanischen Parlaments aus und schätzte die durch kriminelle Machenschaften verursachten Verluste von Eskom auf 1 Milliarde Rand pro Monat (etwa 55 Millionen US$). In der Provinz Mpumalanga seien mindestens vier Kartelle aktiv, die in gut organisierter und koordinierter Weise Eskom wirtschaftlich schädigten.

## Stromabschaltungen
Obwohl Eskom 2005 weitere Kraftwerksplanungen aufnahm, ereigneten sich 2007 erste größere Stromausfälle im Land. Der größte Stromanbieter Afrikas konnte im Frühjahr 2008 nicht genügend Strom generieren. Schuld daran war – laut Diskussionen – die Planung der südafrikanischen Regierung, welche es als nicht wichtig genug erachtet hätte, Eskom früher mit Investitionen zu unterstützen. Weil nicht genug Strom zur Verfügung stand, wurde dieser in verschiedenen Intervallen und landesweiten Zonen rationiert, was von 2007 bis März 2008 zu täglichen Stromausfällen (load shedding) führte.
Eskom hatte bereits Bergbaubetriebe des Landes dazu verpflichtet, etwa 10 % ihres eigenen Energiebedarfs einzusparen. Der Bergbau könne dann jedoch nicht mehr effektiv arbeiten und ein Einbruch von etwa 20 % der Förderung wurde erwartet, denn 50 % der Energie werden bereits benötigt, um diese Infrastruktur aufrechtzuerhalten. Der Rest wurde zur Förderung selbst verwendet. Also bedeutet eine Einsparung des Stromverbrauchs von 10 % gleichzeitig eine Einbuße von 20 % der Förderung. Dies war die Schlussfolgerung einer Radiodebatte (Classic-FM, Südafrika) vom 26. Februar 2008. Eine kurzfristige Lösung sei nicht in Sicht und man werde bis etwa 2012 noch Stromversorgungsprobleme haben.
Paradoxerweise hatte Eskom jedoch noch im Januar 2008 einen Vertrag mit den Nachbarländern Botswana und Mosambik geschlossen, um mindestens 1040 MW Energie zu liefern.
Eskom versuchte inzwischen, den Energiemangel mit zusätzlichen Dieselgeneratoren aufzufangen. Das kostete das Unternehmen im Zeitraum 2013/14 schätzungsweise 22,8 Milliarden Rand, was sich auf den Cashflow und den Betrieb des Versorgungsunternehmens nachteilig auswirkte. Im Jahre 2015 kam es im landesweiten Versorgungsnetz erneut zu spürbaren Stromausfällen. Auch in den Folgejahren kam es regelmäßig zu Stromabschaltungen, darunter 2015, 2017, 2018, und 2019 und 2020. Der Zyklon Idai im März 2019 versetzte die landesweit bereits angespannte Situation der Energieversorgung Südafrikas in eine sehr bedrohliche Lage. Durch die sturmbedingte Betriebsunterbrechung der HGÜ Cahora Bassa entfiel ein wichtiges Einspeisevolumen in das südafrikanische Netz, das auf 1150 Megawatt beziffert wurde. Die Eskom rief ihre Kunden zu äußerster Sparsamkeit im Elektroenergieverbrauch auf; es kam in Folge des abrupten Abfalls der verfügbaren Energiemenge zu einer Lastabwurf-Krise (load shedding). Andrew Etzinger, Eskom-Chef für Energieerzeugung, erklärte dazu, dass mit der ausgerufenen Phase 4, von zuvor Phase 2, die Notwendigkeit eines Lastabwurfes eingetreten sei und das nun erreichte Stadium die letzte Möglichkeit zur Steuerung der landesweiten Energieversorgungskrise wäre. Es drohe unter diesen Umständen der Zusammenbruch des nationalen Versorgungsnetzes und dass deshalb jederzeit ohne Vorwarnung regionale Stromausfälle gezielt eingeleitet werden können. In Südafrika war eine so kritische Situation seit 2008 nicht mehr eingetreten. Im Jahr 2022 gab es an 200 Tagen im Jahr Stromausfälle, darunter auch an Neujahr. Die Probleme von Eskom und die Besorgnis erregenden Schwierigkeiten des Unternehmens, eine sichere Stromversorgung zu gewährleisten, beeinträchtigten die gesamte Wirtschaft Südafrikas. Für das Jahr 2023 wurde geschätzt, dass die Stromausfälle das Land etwa 0,4 Prozent Wirtschaftswachstum kosteten.

## Kraftwerke

### Steinkohle
| Name                 | erbaut    | Generatoren | MW (nominal) | Brutto MW | Netto MW | Dampfdruck in MPa | Dampftemperatur in °C |
| -------------------- | --------- | ----------- | ------------ | --------- | -------- | ----------------- | --------------------- |
| Kraftwerk Arnot3     | 1975      | 6           | 350          | 2100      | 1980     | 15,9              | 510                   |
| Kraftwerk Camden4    | 1969      | 8           | 200          | 1600      | 15202    | 10.3              | 538                   |
| Kraftwerk Duvha3     | 1984      | 6           | 600          | 3600      | 3450     | 16,1              | 535                   |
| Kraftwerk Grootvlei4 | 1977      | 6           | 200          | 1200      | 11302    | 10.3              | 538                   |
| Kraftwerk Hendrina3  | 1977      | 10          | 200          | 2000      | 18951    | 10.3              | 538                   |
| Kraftwerk Kendal3, 5 | 1993      | 6           | 686          | 4116      | 3840     | 16.1              | 535                   |
| Kraftwerk Komati4    | 1966      | 5 4         | 100 125      | 500       | 8912     | 8.4               | 510                   |
| Kraftwerk Kriel3     | 1979      | 6           | 500          | 3000      | 2850     | 16,0              | 510                   |
| Kraftwerk Lethabo3   | 1990      | 6           | 618          | 3708      | 3558     | 16,1              | 535                   |
| Kraftwerk Majuba     | 2001      | 3           | 657 713      | 1971 2139 | 3843     |                   |                       |
| Kraftwerk Matimba3,5 | 1981      | 6           | 665          | 3990      | 3690     | 16,1              | 535                   |
| Kraftwerk Matla3     | 1983      | 6           | 600          | 3600      | 3450     | 16,1              | 535                   |
| Kraftwerk Medupi     | 2007–2021 | 6           | 800          | 4764      | 4560     |                   |                       |
| Kraftwerk Tutuka3    | 1990      | 6           | 609          | 3654      | 3510     | 16,1              | 535                   |

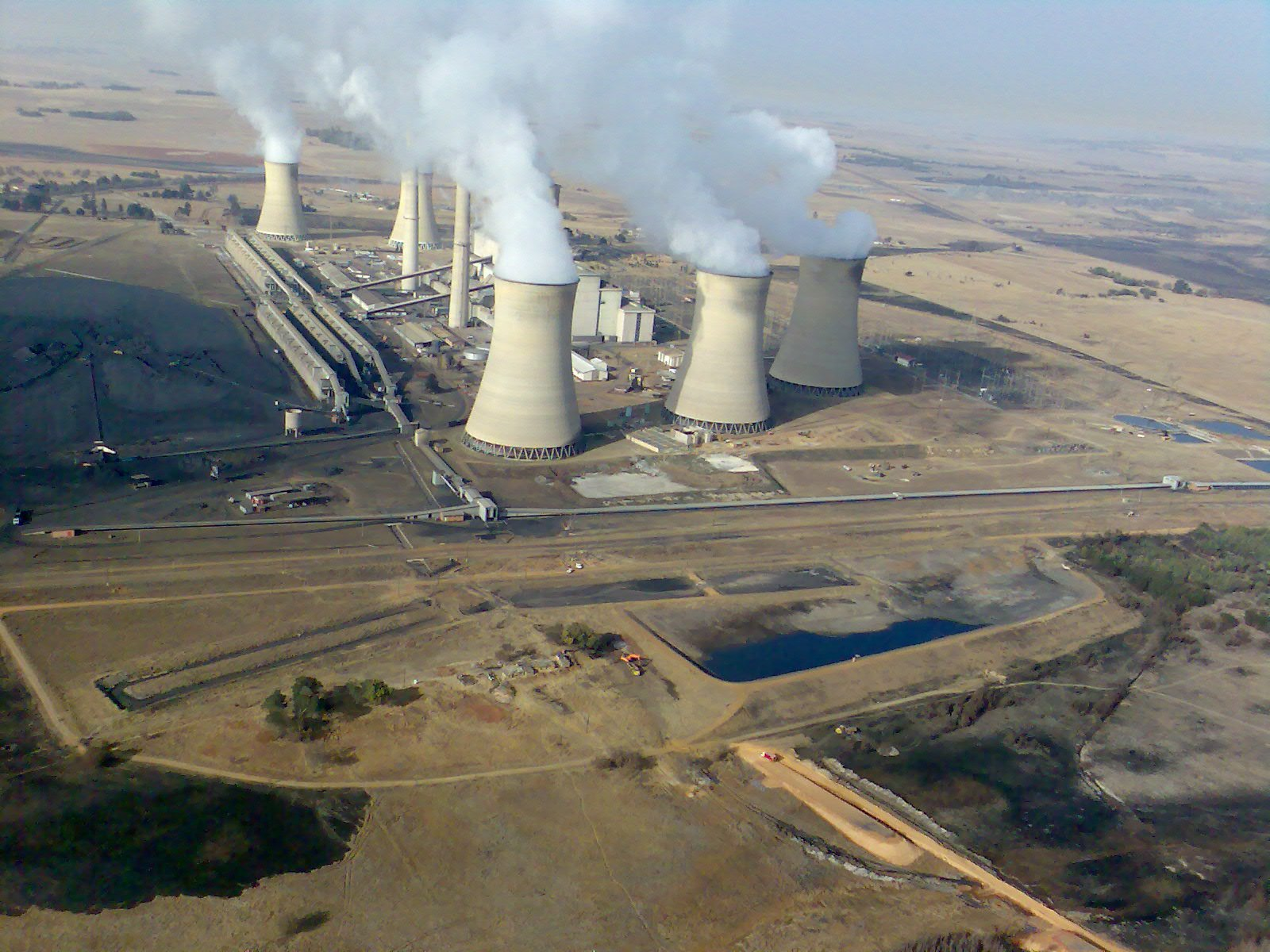
Kraftwerk Arnot

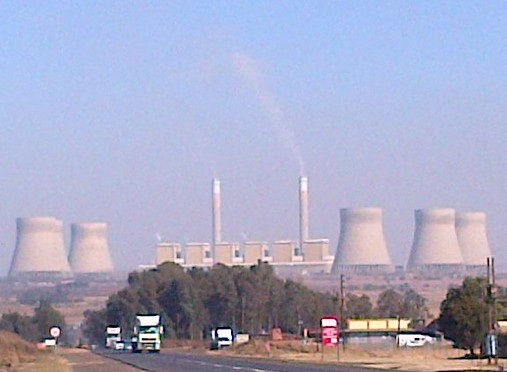
Kraftwerk Kendal

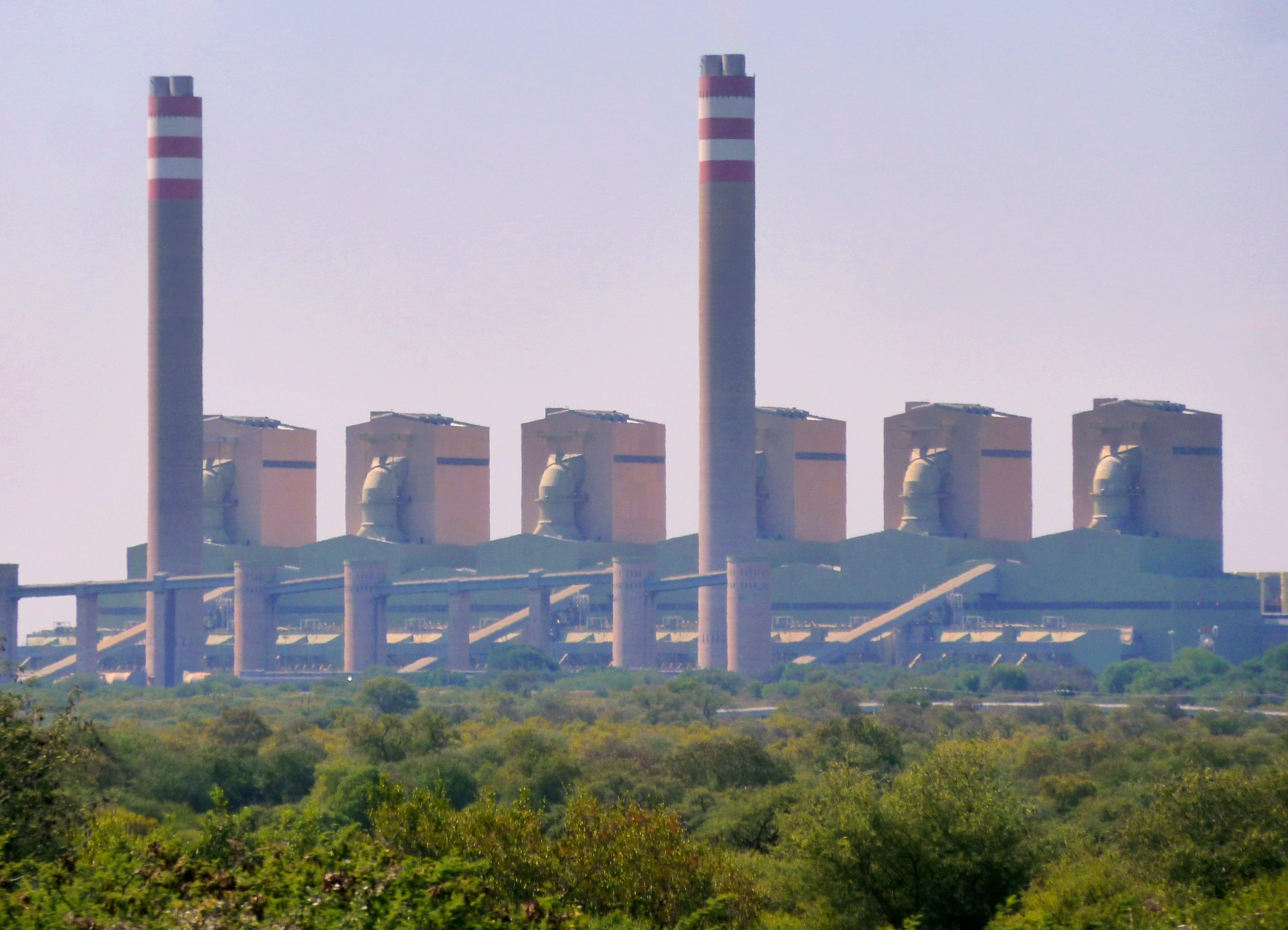
Kraftwerk Matimba

Im größten Kohlekraftwerk des Landes – Medupi – geschah eine Woche nach Inbetriebnahme am 9. August 2021 eine Explosion, woraufhin es abgeschaltet wurde.

### Kernkraftwerk

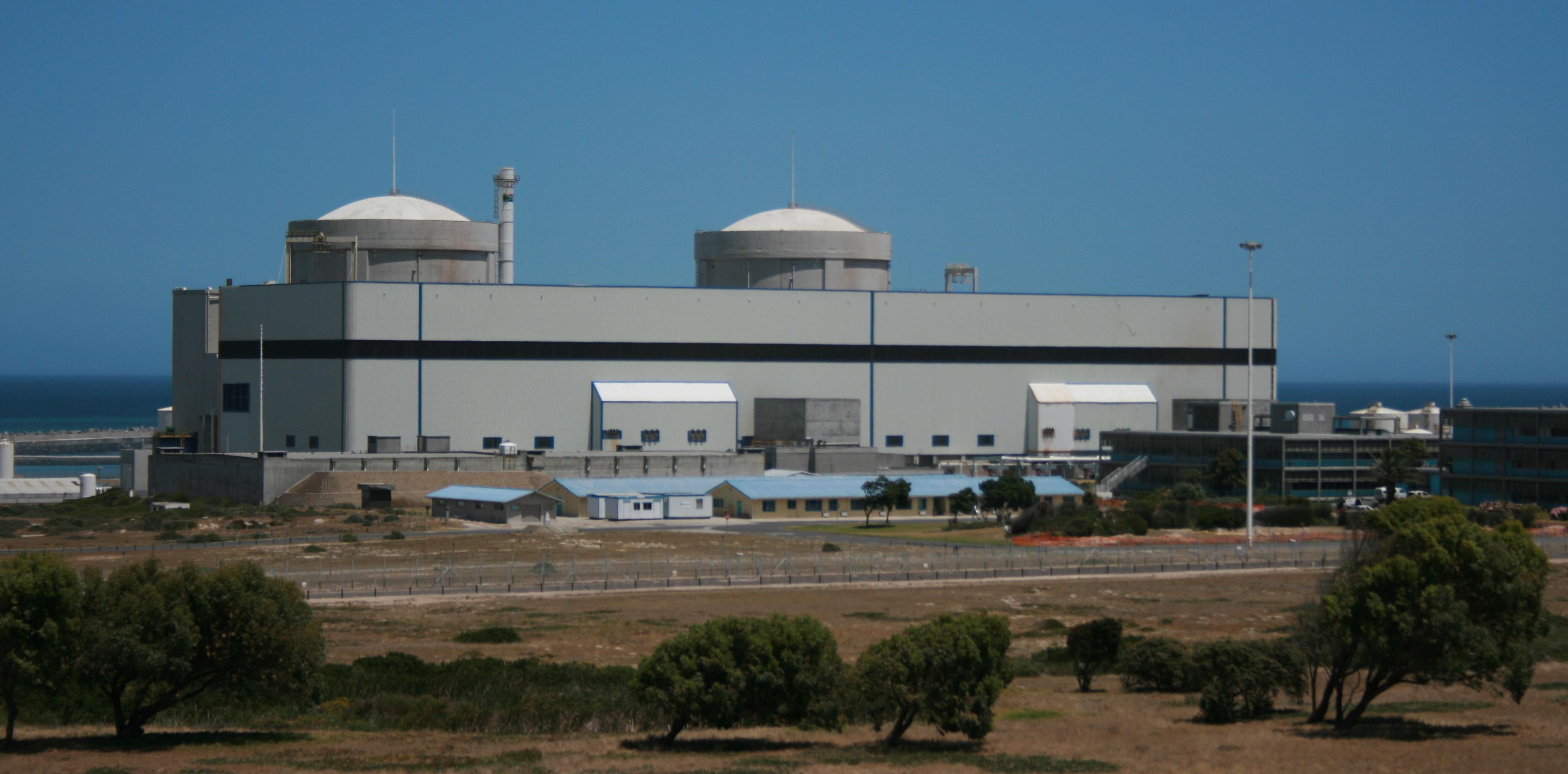
Kernkraftwerk Koeberg

| Name                   | erbaut | Blöcke | MW (nominal) pro Block | Brutto MW | Netto MW |
| ---------------------- | ------ | ------ | ---------------------- | --------- | -------- |
| Kernkraftwerk Koeberg3 | 1985   | 2      | 965                    | 1930      | 18001    |

### Wasserkraftwerke

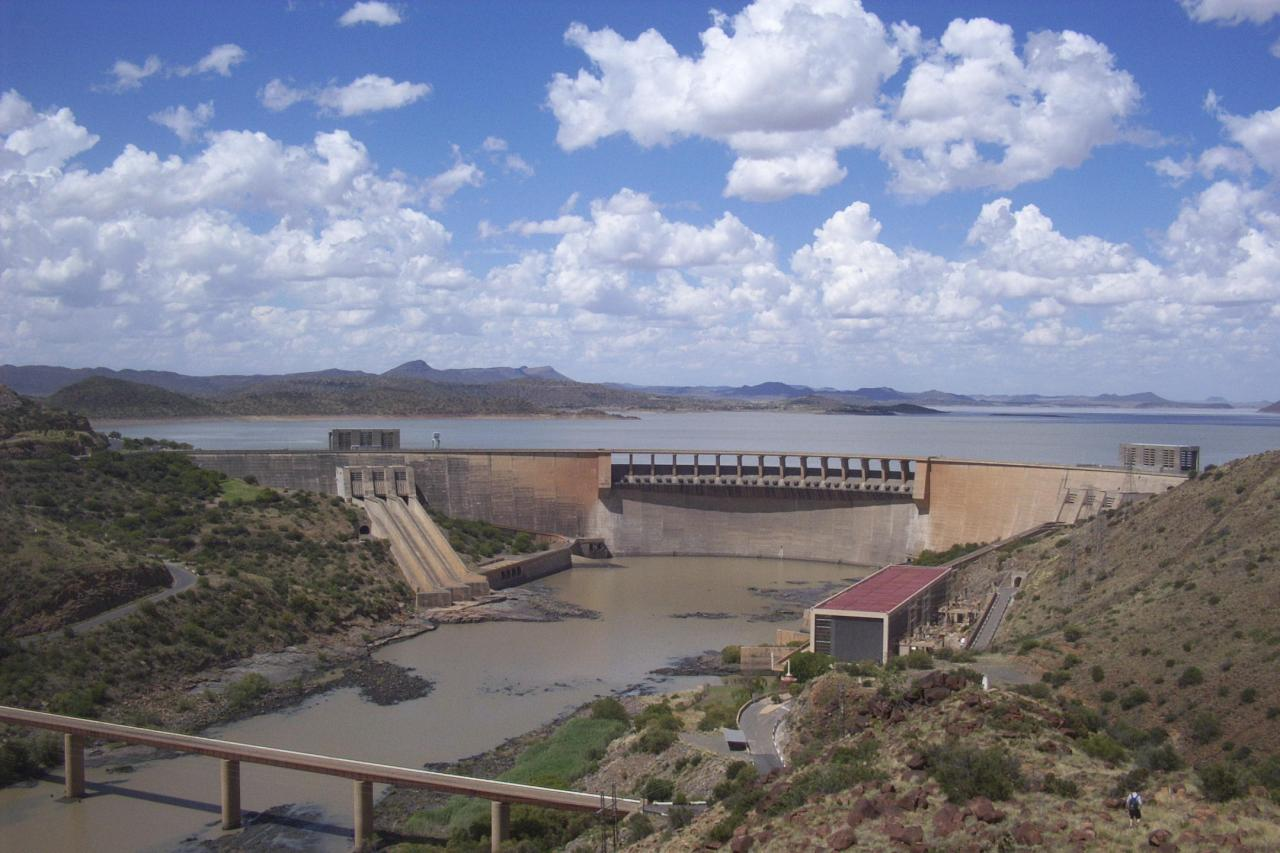
Gariep Dam

| Name          | erbaut | Generatoren | MW (nominal) | Brutto MW | Netto MW |
| ------------- | ------ | ----------- | ------------ | --------- | -------- |
| Gariep7       | 1976   | 4           | 90           | 360       | 360      |
| Vanderkloof7  | 1977   | 2           | 120          | 240       | 240      |
| Colly Wobbles |        | 3           | 14           | 42        | 42       |
| First Falls   |        | 2           | 3            | 6         | 6        |
| Ncora         |        | 2 1         | 0.4 1.3      | 1         | 2        |
| Second Falls  |        | 2           | 5.5          | 11        | 11       |

### Speicherkraftwerke
| Name        | erbaut    | Generatoren | MW (nominal) | Brutto MW | Netto MW |
| ----------- | --------- | ----------- | ------------ | --------- | -------- |
| Drakensberg | 1982      | 4           | 250          | 1000      | 1000     |
| Palmiet     | 1988      | 2           | 200          | 400       | 400      |
| Ingula      | 2016–2018 | 4           | 333          | 1332      | 1332     |

### Gasturbinen
| Name               | erbaut | Generatoren | MW (nominal) | Brutto MW | Netto MW |
| ------------------ | ------ | ----------- | ------------ | --------- | -------- |
| Acacia             | 1976   | 3           | 57           | 171       | 171      |
| Port Rex           | 1976   | 3           | 57           | 171       | 171      |
| Gourikwa           | 2007   | 3           | 148          | 444       | ?        |
| Gourikwa           | 2008   | 2           | 148          | 296       | ?        |
| Kraftwerk Ankerlig | 2006   | 9           | ≈150         | 1338      | ?        |

### Windkraft
| Name          | erbaut    | Generatoren | MW (nominal) | Brutto MW | Netto MW | Status        |
| ------------- | --------- | ----------- | ------------ | --------- | -------- | ------------- |
| Klipheuwel    | 2003      | 3           | 0.66–1.75    | 3.2       | 3.2      | experimentell |
| Sere Windfarm | 2014–2015 | 46          | 2,3          | 100       | 100      |               |

### Geplante Kraftwerke
| Name                                   | Generatoren | MW (nominal) | Brutto MW | Netto MW  | Status                                     |
| -------------------------------------- | ----------- | ------------ | --------- | --------- | ------------------------------------------ |
| Nuklear 2 (Western Cape, nahe Koeberg) | unbekannt   | unbekannt    | unbekannt | unbekannt | Nuklearkooperation mit Russland vereinbart |
| Steinkohle                             | 6           | 700          | 4200      | 3942      | unbekannt                                  |
| Kusile                                 | 6           | 800          | 4800      | 4560      | im Bau                                     |

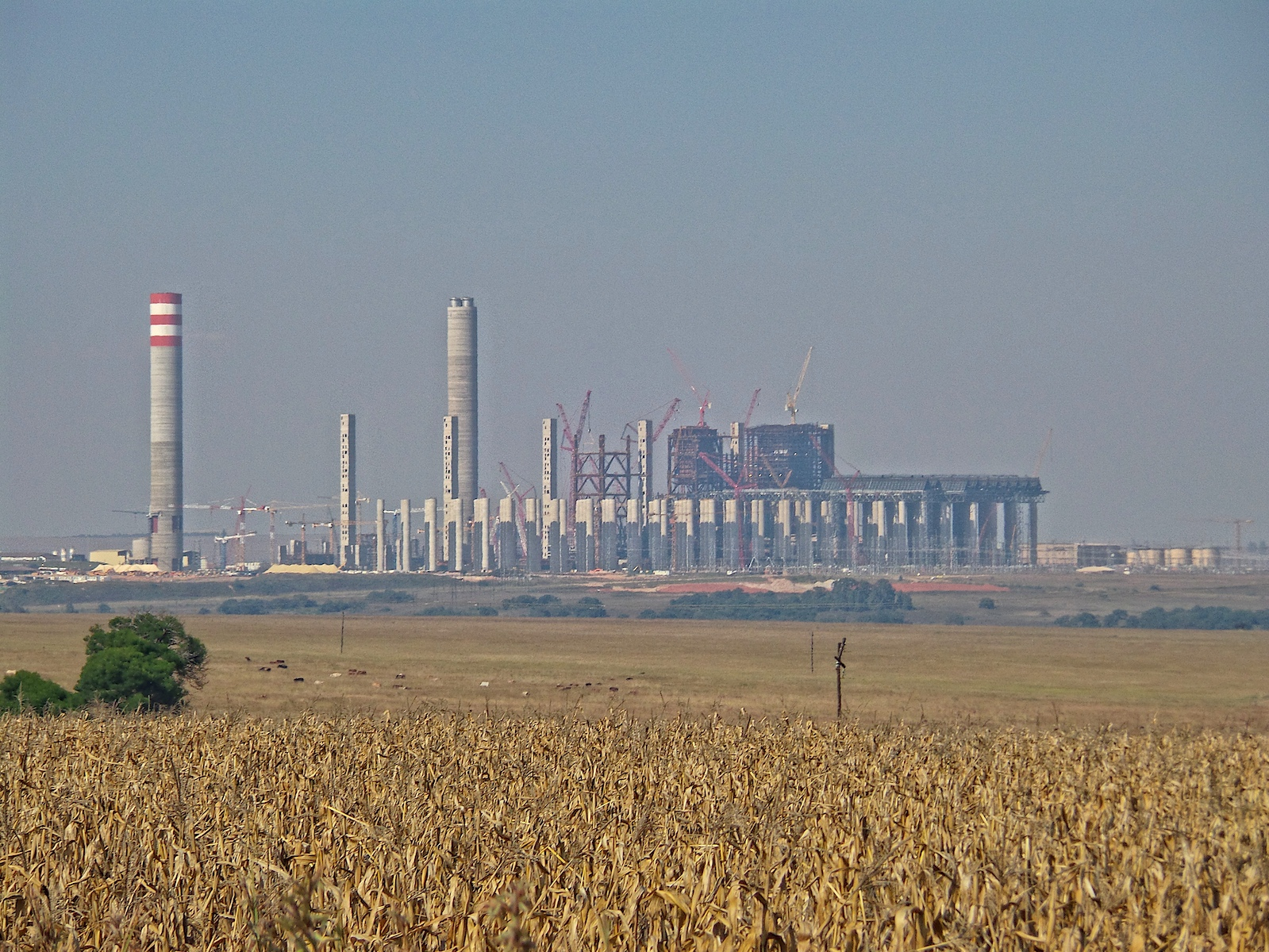
Kraftwerk Kusile

Bisher sind wenig Informationen über die Erwägungen zu möglichen Standorten von künftigen Kernkraftwerken bekannt geworden. Fünf lokale Standortüberlegungen werden in einem Bericht bei Daily Maverick genannt: Thyspunt bei St. Francis Bay in Eastern Cape, Duynefontein bei Kapstadt, Schulpfontein und Brazil an der Atlantikküste der Provinz Northern Cape unweit von Springbok sowie Bantamsklip zwischen Hermanus und Kap Agulhas in der Provinz Western Cape. Die wesentlichen legislativen Grundlagen bilden zwei Gesetze aus dem Jahre 1999, der Nuclear Energy Act und der National Nuclear Regulator Act.

### Unfall im Kohlekraftwerk Medupi
Am 9. August 2021 wurde wegen einer Explosion in einem von sechs Blöcken das Kohlekraftwerk Medupi bei Lephalale in Südafrika abgeschaltet. Dieses mit 4764 MW größte Kohlekraftwerk des Landes ging nach rund 14-jähriger Bauzeit für Eskom erst eine Woche davor in Betrieb und kostete 7 Mrd. Euro.